# Lucas Ocampo
Lucas Ocampo est un joueur argentin de volley-ball né le 20 mars 1986 à Buenos Aires. Il joue réceptionneur-attaquant. De la saison 2020/2021 il est dans l'équipe Al-Taraji Club.

## Palmarès

### Clubs
Championnat d'Argentine:
- 2006, 2017, 2019
- 2011, 2014
- 2013, 2018

Coupe d'Espagne:
- 2008

Coupe du Maître:
- 2013

Championnat Sud-Américain des Clubs:
- 2017, 2018
- 2015

### Distinctions individuelles
- 2010: Meilleur attaquant et serveur Championnat Sud-Américain des Clubs
- 2015: Meilleur réceptionneur Championnat Sud-Américain des Clubs
- 2018: Meilleur réceptionneur Championnat Sud-Américain des Clubs